# أبو ذر علي نور الدين
أبو ذر علي المعروف أيضًا بالاسم التشريفي نور الدين محمد كان الإمام الخامس والثلاثين لفرع قاسم شاهي من المجتمع الإسماعيلي النزاري.
خلف والده عباس المستنصر بالله (غريب ميرزا) عند وفاته عام 1498 م في أنجدان. ويبدو أنه تزوج من أخت أو ابنة شاه الصفويين في بلاد فارس طهماسب الأول. وعلى الرغم من هذا الارتباط الوثيق بحكام بلاد فارس، إلا أن الصفويين كانوا في مواجهة وقتئذٍ مع بعض الشيعة غير الاثني عشرية، وشن طهماسب حملة للنزاريين في عهد ابن أبي ذر علي وخليفته، مراد ميرزا.